# Tephrochlamys simplex
Tephrochlamys simplex är en tvåvingeart som först beskrevs av Johann Wilhelm Meigen 1838.  Tephrochlamys simplex ingår i släktet Tephrochlamys och familjen myllflugor. Inga underarter finns listade i Catalogue of Life.